# 27716 Nobuyuki
27716 Nobuyuki è un asteroide della fascia principale. Scoperto nel 1989, presenta un'orbita caratterizzata da un semiasse maggiore pari a 2,8559212 UA e da un'eccentricità di 0,2420947, inclinata di 6,04344° rispetto all'eclittica.